# Convocazioni al campionato sudamericano femminile di pallavolo 2023
Elenco delle giocatrici convocate per il campionato sudamericano 2023.

## Argentina
| N° | Nome                  | Ruolo | Data di nascita  | Squadra           |
| -- | --------------------- | ----- | ---------------- | ----------------- |
| -  | Daniel Castellani     | All   | 21 marzo 1961    | Fenerbahçe        |
| 1  | Tatiana Vera          | P     | 26 marzo 1996    | ASKÖ Linz-Steg    |
| 3  | Yamila Nizetich       | S     | 27 gennaio 1989  | AEK Atene         |
| 4  | Eugenia Nosach        | O     | 31 marzo 1993    | Porto 2014        |
| 5  | Candela Salinas       | S     | 23 maggio 2000   | Perugia           |
| 7  | Erika Mercado         | O     | 27 febbraio 1992 | Thīras            |
| 9  | Bianca Cugno          | O     | 22 aprile 2003   | Béziers           |
| 10 | Daniela Bulaich       | S     | 5 settembre 1997 | Hermaea           |
| 12 | Tatiana Rizzo         | L     | 30 dicembre 1986 | Levallois         |
| 13 | Bianca Farriol        | C     | 18 dicembre 2001 | Béziers           |
| 14 | Victoria Mayer        | P     | 19 giugno 2001   | Mulhouse          |
| 15 | Antonela Fortuna      | S     | 10 maggio 1995   | Béziers           |
| 17 | Candelaria Herrera    | C     | 28 gennaio 1999  | Levallois         |
| 19 | Brenda Graff          | C     | 20 luglio 1994   | Gimnasia La Plata |
| 20 | María Agostina Pelozo | L     | 19 novembre 1999 | VKP Bratislava    |

## Brasile
| N° | Nome                   | Ruolo | Data di nascita  | Squadra      |
| -- | ---------------------- | ----- | ---------------- | ------------ |
| -  | José Roberto Guimarães | All   | 31 luglio 1954   | Barueri      |
| 2  | Diana Alecrim          | C     | 22 febbraio 1999 | Barueri      |
| 3  | Nyeme Costa            | L     | 11 ottobre 1998  | Minas        |
| 5  | Priscila Daroit        | S     | 10 agosto 1988   | Minas        |
| 6  | Thaísa de Menezes      | C     | 15 maggio 1987   | Minas        |
| 7  | Rosamaria Montibeller  | O     | 9 aprile 1994    | UYBA         |
| 8  | Mácris Carneiro        | P     | 3 marzo 1989     | Fenerbahçe   |
| 9  | Roberta Ratzke         | P     | 28 aprile 1990   | ŁKS          |
| 10 | Gabriela Guimarães     | S     | 19 maggio 1994   | VakıfBank    |
| 11 | Maiara Basso           | S     | 3 gennaio 1996   | Barueri      |
| 14 | Natália de Araújo      | L     | 10 aprile 1997   | Osasco       |
| 15 | Ana Carolina da Silva  | C     | 8 aprile 1991    | Praia Clube  |
| 16 | Kisy do Nascimento     | O     | 28 gennaio 2000  | Minas        |
| 17 | Júlia Bergmann         | S     | 21 febbraio 2001 | Georgia Tech |
| 19 | Tainara Santos         | O     | 9 marzo 2000     | Praia Clube  |

## Cile
| N° | Nome                | Ruolo | Data di nascita   | Squadra             |
| -- | ------------------- | ----- | ----------------- | ------------------- |
| -  | Mauricio Montero    | All   | 28 dicembre 1990  | -                   |
| 2  | Florencia Giglio    | S     | 20 gennaio 2004   | Túpac Amaru         |
| 3  | Camila Donoso       | L     | 25 gennaio 2003   | Murano              |
| 4  | Beatriz Novoa       | S     | 25 febbraio 2001  | Sayre Mayser        |
| 5  | Paula Salinas       | P     | 30 ottobre 2000   | -                   |
| 6  | Elisa Sandrok       | C     | 10 settembre 1998 | Túpac Amaru         |
| 7  | Dominga Aylwin      | S     | 3 novembre 2005   | Tucumán de Gimnasia |
| 8  | Gabriela Badilla    | S     | 3 febbraio 2003   | -                   |
| 9  | Karen Morales       | C     | 25 marzo 2002     | Murano              |
| 10 | Camila Mendoza      | C     | 15 luglio 1998    | Boston College      |
| 12 | Isabella Vallebuona | P     | 12 febbraio 2002  | Alemán              |
| 13 | Paula Vallejos      | O     | 13 settembre 1994 | Boston College      |
| 15 | Petra Schwartzman   | O     | 22 luglio 2005    | Tucumán de Gimnasia |
| 20 | Giulliana Alicera   | C     | 23 maggio 2006    | -                   |
| 44 | Carla Ruz           | L     | 26 settembre 1991 | La Pintana          |

## Colombia
| N° | Nome               | Ruolo | Data di nascita   | Squadra         |
| -- | ------------------ | ----- | ----------------- | --------------- |
| -  | Antônio Rizola     | All   | 9 agosto 1958     | -               |
| 3  | Dayana Segovia     | O     | 24 marzo 1996     | Vilsbiburg      |
| 4  | Laura Pascua       | S     | 21 dicembre 2002  | ABEL            |
| 5  | Ana Karina Olaya   | S     | 13 settembre 2002 | Porto           |
| 6  | Valerín Carabalí   | C     | 25 ottobre 2000   | Marcq-en-Barœul |
| 8  | Laura Zapata       | L     | 8 maggio 2005     | -               |
| 9  | Maira Ospino       | C     | 29 luglio 1998    | -               |
| 10 | Juliana Toro       | L     | 29 gennaio 1995   | Amavolei        |
| 13 | Camila Gómez       | L     | 6 luglio 1995     | Pinheiros       |
| 14 | Angie Velásquez    | P     | 13 giugno 2000    | Taubaté         |
| 16 | Melissa Rangel     | C     | 16 ottobre 1994   | Leixões         |
| 18 | Margarita Martínez | S     | 19 maggio 1995    | Marcq-en-Barœul |
| 20 | Amanda Coneo       | S     | 20 dicembre 1996  | Mulhouse        |
| 21 | Doris Manco        | S     | 25 gennaio 2007   | -               |
| 23 | Yeny Murillo       | S     | 5 luglio 1999     | Mougins         |

## Perù
| N° | Nome                  | Ruolo | Data di nascita   | Squadra          |
| -- | --------------------- | ----- | ----------------- | ---------------- |
| -  | Francisco Hervás      | All   | 7 marzo 1962      | -                |
| 2  | Diana de la Peña      | C     | 7 giugno 1999     | Alianza Lima     |
| 3  | María Paula Rodríguez | O     | 17 marzo 2002     | Deportivo Jaamsa |
| 4  | Maricarmen Guerrero   | C     | 17 gennaio 1999   | Alianza Lima     |
| 6  | Aixa Vigil            | S     | 23 settembre 2001 | Alianza Lima     |
| 7  | Shanaiya Ayme         | O     | 3 marzo 2001      | Latino Amisa     |
| 10 | Mirian Patiño         | L     | 28 marzo 1990     | Regatas Lima     |
| 12 | Daniela Muñoz         | S     | 26 settembre 2001 | San Martín       |
| 13 | María José Rojas      | P     | 12 luglio 2003    | Deportivo Jaamsa |
| 14 | Flavia Montes         | C     | 22 novembre 2000  | Regatas Lima     |
| 15 | Karla Ortiz           | S     | 20 ottobre 1991   | Regatas Lima     |
| 17 | Nayeli Yabar          | O     | 29 settembre 2000 | Rebaza Acosta    |
| 18 | Ysabella Sánchez      | S     | 2 luglio 1999     | Alianza Lima     |
| 19 | Shiamara Almeida      | P     | 19 febbraio 1996  | Kiele            |
| 21 | Esmeralda Sánchez     | L     | 1º settembre 1998 | Alianza Lima     |